# Roser Vives
Roser Vives Moyà (Palma de Mallorca, 5 de febrero de 1984) es una deportista española que compitió en natación.
Ganó una medalla de bronce en el Campeonato Europeo de Natación en Piscina Corta de 2002, en la prueba de 200 m mariposa. Participó en los Juegos Olímpicos de Atenas 2004, ocupando el decimonoveno lugar en la misma prueba.

## Palmarés internacional
| Campeonato Mundial en Piscina Corta | Campeonato Mundial en Piscina Corta | Campeonato Mundial en Piscina Corta | Campeonato Mundial en Piscina Corta |
| Año                                 | Lugar                               | Medalla                             | Prueba                              |
| ----------------------------------- | ----------------------------------- | ----------------------------------- | ----------------------------------- |
| 2002                                | Riesa (Alemania)                    | Medalla de bronce                   | 200 m mariposa                      |